# Daria Pascal Attolini
Daria Pascal Attolini (Firenze, 11 luglio 1982) è un'attrice italiana, nota come Jennifer nella serie televisiva Affari di famiglia.

## Biografia
Nasce a Firenze da padre italiano e madre tedesca. Bilingue, si diploma attrice alla Civica Scuola di Teatro Paolo Grassi di Milano nel 2007.
Tra i suoi lavori teatrali si annoverano Cane blu per la regia di F. Montecchi, Brevi storie naturali, dalle novelle per un anno di Pirandello, per la regia di Alessio Bergamo (Postop), Don Giovanni ritorna dalla guerra di von Horvath per la regia di Carlo Cerciello (in scena al Teatro Mercadante di Napoli) e Joseph K - il processo continua di F. Hoch per la regia di A. Ballerio, in scena al teatro Nuovo Studio la Foce di Lugano.
Nel 2009, con le altre 8 attrici, vince il Premio Girulà XV edizione nella categoria migliore attrice non protagonista per lo spettacolo Don Giovanni ritorna dalla guerra, messo in scena al Teatro Mercadante, Napoli, regia di Carlo Cerciello (2008). Nel 2009 è protagonista del film Le dolci colline - Sweet Hills di Fabio Palmieri. Nella terza, quarta e quinta stagione della serie televisiva Affari di famiglia, trasmessa dalla RSI, interpreta Jennifer.
Nel 2011 con le attrici e registe Rita Felicetti e Chiara Verzola vince il premio Bianco&Nero nella quarta edizione del Premio Nazionale giovani realtà del teatro con lo spettacolo Come voi nessuno mai del quale è anche regista. Nel 2013 è in scena al teatro Stabile di Torino (Astra) con Il divorzio di Vittorio Alfieri, per la regia è di Beppe Navello, direttore della Fondazione TPE. Inoltre interpreta il ruolo di Eugenia, co-protagonista nel film La luna su Torino di Davide Ferrario, presentato in anteprima mondiale al Festival internazionale del film di Roma e in uscita a Marzo 2014 nelle sale, distribuito da AcademyTwo.

## Filmografia

### Cinema
- Le dolci colline - Sweet Hills, regia di Fabio Palmieri (2009)
- Linea Gotica, regia di Stefano Giulidori (2012)
- La luna su Torino, regia di Davide Ferrario (2013)
- Lazzaro felice, regia di Alice Rohrwacher (2018)

### Televisione
- Affari di famiglia, regia di Marco Maccaferri, (RSI, 2008-2013)
- Mozart in the Jungle, episodio La fiamma, regia di Paul Weitz – serie TV (2016)
- La bambina che non voleva cantare, regia di Costanza Quatriglio – film TV (2021)

## Teatro
- Il Decameron. Gli umanissimi casi della fortuna, dell'amore, dell'ingegno e della virtù, regia di Maurizio Schmidt, Corciano Festival (2007)
- Josef K. Il processo continua di Francesco Hock, regia Antonio Ballerio, Teatro Nuovo Studio Foce a Lugano (2007)
- La sposa persiana di Carlo Goldoni, regia di Omar Nedjari, Teatro Verga di Milano (2008)
- Il tempo di Planck di Sergi Belbel, lettura a cura di Andrea Renzi, Teatro Strehler di Milano (2008)
- Don Giovanni ritorna dalla guerra di Ödön von Horváth, regia di Carlo Cerciello, Teatro Mercadante di Napoli (2008)
- Le notti bianche di Fëdor Dostoevskij, lettura a cura di Corrado D’Elia (2009)
- Brevi storie naturali dalle novelle di Luigi Pirandello, regia di Alessio Bergamo (2010)
- Cane blu, da Chien Bleu di Nadja, regia di Fabrizio Montecchi, Teatro Gioco Vita (2010)
- Il divorzio di Vittorio Alfieri, regia di Beppe Navello, Teatro Astra di Torino (2013)
- Il trionfo del dio denaro di Pierre de Marivaux, regia di Beppe Navello, Teatro Astra di Torino (2015)
- The Bassarids di Hans Werner Henze, regia Mario Martone, coreografie di Raffaella Giordano, Teatro dell'Opera di Roma (2015)
- I tre moschettieri di Aldo Trionfo, da Alexandre Dumas (padre), in 8 puntate, Teatro Astra di Torino (2016) 
  - I puntata, regia di Beppe Navello
  - III puntata, regia di Piero Maccarinelli
  - IV puntata, regia di Myriam Tanant
  - V puntata, regia di Andrea Baracco
  - VI puntata, regia di Robert Talarczyk
  - VII puntata, regia di Ugo Gregoretti
  - VIII puntata, regia di Emiliano Bronzino
- Una delle ultime sere di carnovale di Carlo Goldoni, regia di Beppe Navello, Teatro Astra di Torino (2017)
- Der diner zweier Herren - Il servitore di due padroni di Carlo Goldoni, regia di Leo Muscato, Vereinigte Bühnen Bozen (2017)
- Come vorrei non morire di e con Daria Pascal Attolini, regia di Alessia Vicardi, Teatro Elicantropo di Napoli (2017)
- L'ospite inatteso di Agatha Christie, regia di Andrea Borini, Teatro Astra di Torino (2018)
- Una ferita aperta, regia di Samuele Chiovoloni, Fantasio Festival (2018)
- Ciao Pinocchio di Paolo Arcà, regia di Walter Pagliaro, Teatro Petruzzelli di Bari (2019)